# 圣卢切
圣卢切（義大利語：Santa Luce），是意大利比萨省的一个市镇。总面积66平方公里，人口1686人，人口密度25.5人/平方公里（2009年）。ISTAT代码为050034。